# 뉴스 845 구마모토
뉴스 845 구마모토(ニュース845くまもと)는 NHK 구마모토 방송국에서 제작되어 방영되고 있는 저녁 뉴스 프로그램이다.

## 뉴스 소개
뉴스 845 구마모토(ニュース845くまもと)은 매일 저녁 8시 45분부터 9시까지 15분동안 구마모토현 지역의 소식을 전해주는 역할을 한다. 그리고 주말과 휴일,공휴일은 NHK 후쿠오카 방송국에서 규슈 지방과 오키나와 제도 지역의 뉴스를 방송한다.

## 방송 시간
- 월 ~ 금 저녁 8시 45분 ~ 9시(15분)